# 云潭镇
云潭镇，是中华人民共和国广东省茂名市高州市下辖的一个乡镇级行政单位。传说驻地北古有水潭，云影映潭中，故名。1950年设云潭乡，1959年成立云潭公社，1983年改区，1987年建镇。镇政府驻云潭圩。

## 行政区划
云潭镇下辖以下地区：
云潭社区、珍珠村、河琅村、垌头村、垌尾村、读岗村、新农村、新华村、王羌村、新圩村、榕木塘村、丰文垌村、平垌村和石曹村。